# 장흥군 (1948년 선거구)
장흥군은 대한민국의 옛 국회의원 선거구이다. 당시 전라남도 장흥군 지역을 관할했다.

## 역사
제헌 국회의원 선거를 앞두고 장흥군 전 지역을 관할하는 선거구로 신설되었다.
제9대 국회의원 선거를 앞두고 영암군·강진군 선거구, 완도군 선거구와 통합되면서 폐지되었다.

## 역대 국회의원
| 선거   | 정당 | 정당       | 의원   |
| ------ | ---- | ---------- | ------ |
| 1948년 |      | 무소속     | 김중기 |
| 1950년 |      | 민주국민당 | 고영완 |
| 1954년 |      | 자유당     | 손석두 |
| 1958년 |      | 자유당     | 손석두 |
| 1960년 |      | 민주당     | 고영완 |
| 1963년 |      | 민주공화당 | 길전식 |
| 1967년 |      | 민주공화당 | 길전식 |
| 1971년 |      | 민주공화당 | 길전식 |

## 역대 선거 결과

### 대한민국 제헌 국회의원 선거
|  | 64.46% |

|  | 35.53% |

### 대한민국 제2대 국회의원 선거
|  | 37.29% |

|  | 19.64% |

|  | 10.72% |

|  | 8.15% |

|  | 7.22% |

|  | 6.94% |

|  | 5.20% |

|  | 2.98% |

|  | 1.28% |

|  | 0.54% |

|  | 0% |

|  | 0% |

### 대한민국 제3대 국회의원 선거
|  | 37.96% |

|  | 35.84% |

|  | 19.67% |

|  | 4.56% |

|  | 1.95% |

|  | 0% |

|  | 0% |

### 대한민국 제4대 국회의원 선거
|  | 55.82% |

|  | 44.17% |

### 대한민국 제5대 국회의원 선거
|  | 56.80% |

|  | 25.28% |

|  | 17.90% |

### 대한민국 제6대 국회의원 선거
|  | 37.75% |

|  | 29.62% |

|  | 23.81% |

|  | 8.80% |

### 대한민국 제7대 국회의원 선거
|  | 51.96% |

|  | 31.69% |

|  | 10.09% |

|  | 6.25% |

### 대한민국 제8대 국회의원 선거
|  | 62.25% |

|  | 36.50% |

|  | 1.23% |